# Thomas Ebert
Thomas Ebert (ur. 23 lipca 1973 w Roskilde) – duński wioślarz, złoty medalista w wioślarskiej czwórce bez sternika wagi lekkiej podczas Letnich Igrzysk Olimpijskich w Pekinie.

## Osiągnięcia
- Mistrzostwa Świata Juniorów – Aiguebelette-le-Lac 1990 – czwórka bez sternika – 14. miejsce[2].
- Mistrzostwa Świata – Indianapolis 1994 – dwójka wagi lekkiej – 3. miejsce[2].
- Mistrzostwa Świata – Tampere 1995 – dwójka wagi lekkiej – 3. miejsce[1][2].
- Mistrzostwa Świata – Aiguebelette-le-Lac 1997 – czwórka bez sternika wagi lekkiej – 1. miejsce[1][2].
- Mistrzostwa Świata – Kolonia 1998 – czwórka bez sternika wagi lekkiej – 1. miejsce[1][2].
- Mistrzostwa Świata – St. Catharines 1999 – czwórka bez sternika wagi lekkiej – 1. miejsce[1][2].
- Igrzyska Olimpijskie – Sydney 2000 – czwórka bez sternika wagi lekkiej – 3. miejsce[1][2].
- Mistrzostwa Świata – Lucerna 2001 – dwójka podwójna wagi lekkiej – 9. miejsce[1][2].
- Mistrzostwa Świata – Sewilla 2002 – czwórka bez sternika wagi lekkiej – 1. miejsce[1][2].
- Mistrzostwa Świata – Mediolan 2003 – czwórka bez sternika wagi lekkiej – 1. miejsce[1][2].
- Igrzyska Olimpijskie – Ateny 2004 – czwórka bez sternika wagi lekkiej – 1. miejsce[1][2].
- Mistrzostwa Świata – Gifu 2005 – czwórka bez sternika wagi lekkiej – 1. miejsce[1][2].
- Igrzyska Olimpijskie – Pekin 2008 – czwórka bez sternika wagi lekkiej – 1. miejsce[1][2].